# Maggie and the Ferocious Beast
Maggie și bestia cea feroce (engleză Maggie and the Ferocious Beast) este un serial de animație canadian creat de Michael și Betty Paraskevas. Serialul este bazat pe cartea din 1996 The Ferocious Beast with the Polka-Dot Hide și continuările sale, care au fost de asemenea semnate de cei doi Paraskevas. Doi ani mai târziu, serialul a început ca o serie de scurtmetraje pe Teletoon în 1998. Serialul întreg a avut premiera pe Nickelodeon ca parte a blocului de programe Nick Jr. pe 5 iunie 2000 în Statele Unite înainte de premiera pe Teletoon pe 26 august al aceluiași an în Canada. Serialul a durat trei sezoane, cu ultimul episod difuzat pe 9 iunie 2002.